# خان ده فارد
خان ده فارد (بالهولندية: Xan de Waard)‏،(مواليد 8 نوفمبر 1995)،هي لاعبة هولندية في رياضة هوكي الحقل. ده فارد لعبت 18 مباراة دولية مع منتخب هولندا لهوكي الحقل للسيدات. شاركت في فوز منتخب هولندا ببطولة كأس العالم 2014.

## روابط خارجية
- خان ده فارد على موقع الاتحاد الدولي للهوكي (الإنجليزية)
- خان ده فارد على موقع اللجنة الأولمبية الدولية (الإنجليزية)
- خان ده فارد على موقع أوليمبيديا (الإنجليزية)
- خان ده فارد على موقع تيم أن.أل (الهولندية)